# Andrena lucidula
Andrena lucidula är en biart som beskrevs av Warncke 1974. Andrena lucidula ingår i släktet sandbin, och familjen grävbin. Inga underarter finns listade i Catalogue of Life.